# Das geheime Leben der Worte
Das geheime Leben der Worte ist ein spanischer Spielfilm von Isabel Coixet in englischer Sprache aus dem Jahr 2005, in dem die emotionalen und physischen Verletzungen einer Frau und eines Mannes aufgerollt werden, die am Ende zueinanderfinden.

## Handlung
Hanna arbeitet seit vier Jahren in einer Fabrik in Nordirland – ohne Urlaub, ohne Krankheitstage, nie unpünktlich. Schließlich wird sie von ihrem Chef für einen Monat in den Urlaub geschickt. Sie fährt allerdings nicht wie vorgeschlagen in die Sonne, sondern an die englische Nordseeküste. Dort wird die einsame, schüchterne Frau Zeugin eines Telefonats. Eine Krankenschwester wird für einen schwer Verletzten auf einer Bohrinsel gesucht. Sie meldet sich und gibt zu erkennen, dass sie ausgebildete Krankenschwester ist.
Josef ist bei einer Explosion auf einer Bohrinsel verunglückt. Er hat schwere Verbrennungen, Knochenbrüche und ist vorübergehend blind. Die Bohrinsel musste nach dem Unfall ihren Betrieb einstellen. Die Arbeiter langweilen sich ohne ihre Arbeit in der Einsamkeit mitten auf dem Meer und vertreiben sich die Zeit. Der Koch Simon bereitet jeden Tag ein Gericht aus einem anderen Land zu und hört dazu die jeweilig passende Musik. Josef versucht Hanna näher kennenzulernen. Doch sie öffnet sich ihm nicht. Stattdessen erfährt sie selbst mehr und mehr aus dem Leben Josefs, dessen größte Angst das Wasser ist. Er offenbart ihr, dass er nicht schwimmen kann, was er bisher geheim gehalten hat. Der die Einsamkeit suchende Dimitri, der Chef der Crew, erzählt Hanna wie es zu dem Unglück kam. Bei der Explosion verlor Josefs bester Freund sein Leben. Es war jedoch kein Unfall, denn der Freund hatte sich in die Flammen gestürzt und Selbstmord begangen. Josef hatte versucht ihn zu retten. Hanna erfährt von Josef, dass die Freundschaft der beiden Männer nicht ungebrochen war, denn Josef hatte den Freund mit dessen Ehefrau betrogen und ihm davon berichtet.
Hanna fasst immer größeres Vertrauen zu Josef. Kurz bevor dieser in ein Krankenhaus auf dem Festland abtransportiert werden soll, weiht sie ihn in ihre Geschichte ein. Sie ist ein Kriegsflüchtling aus dem Bosnienkrieg. Als der Krieg ausbrach, kehrte sie mit einer Freundin von der Schwesternschule aus Dubrovnik zurück in ihre Heimatstadt und wurde dort von Soldaten vergewaltigt und brutal misshandelt. Ihre Freundin wurde zusammen mit anderen Frauen ermordet. Sie erzählt außerdem von einer Mutter, die gezwungen wurde, ihr Kind umzubringen. Diese Erlebnisse lasten schwer auf der jungen Frau, und Josef ist der erste Mann, der davon erfährt.
Als Josef aufs Festland geflogen und ins Krankenhaus eingewiesen wird, trennt sich Hanna von ihm und kehrt zurück zu ihrer Arbeit. Josefs Heilung verläuft positiv, und er gesundet völlig. Auch sein Augenlicht kehrt zurück. Wieder genesen, bekommt er Hannas Rucksack vom Krankenhaus ausgehändigt, der für den seinen gehalten wurde. Darin findet er Briefe von Hannas Psychologin Inge Genefke sowie Hannas spezielle Seife. Josef macht sich auf den Weg, um Hanna aufzusuchen, die er wegen seiner Erblindung nie gesehen hatte. Er trifft sich zunächst mit Inge Genefke beim International Rehabilitation Council for Torture Victims (IRCT) in Kopenhagen, erfährt von ihr aber keine weiteren Details über Hannas Vergangenheit. Sie rät ihm, Hanna in Ruhe zu lassen, da ihr Schicksal zu schwer sei und sein Ansinnen zu romantisch. Josef sucht Hanna dennoch auf und schlägt ihr vor, zusammen wegzugehen. Sie lehnt ab, da ein Leben mit ihr in einem Meer aus Tränen enden könnte, in dem sie beide untergehen würden. Josef antwortet, dass er schwimmen lernen werde, kann sie letztendlich in seine Arme schließen und mit ihr ein neues Leben beginnen.
In der Schlussszene erfährt der Zuschauer, dass die beiden nun zwei Kinder haben. Dies wird von einer Stimme aus dem Off berichtet, die außerdem andeutet, ebenfalls eine (verstorbene) Tochter von Hanna zu sein. Es wird nicht darauf eingegangen, inwiefern das mit Hannas berichteter Geschichte zusammenhängt.

## Kritiken
- film-dienst: Leise entwickeltes Drama um zwei traumatisierte Menschen, das auf vielschichtige Weise von Schuld, Verletzung und Liebe erzählt.[2]

- epd-Film: Ein ungewöhnliches und intensives Drama, Charakterstudie und Liebesgeschichte zugleich.

## Auszeichnungen
- Goya 2006: Bester Film, Beste Regie, Bestes Drehbuch und Beste Produktion
- Lina Mangiacapre Award beim Filmfestival Venedig 2005 für Isabel Coixet

## Vertonung
Der Film wurde von Miroslav Srnka nach einem Libretto von Tom Holloway als Kammeroper Make No Noise vertont. Die Oper wurde im Juli 2011 bei den Münchner Opernfestspielen uraufgeführt und im August 2016 bei den Bregenzer Festspielen neu inszeniert.